# Клеёные древесные материалы

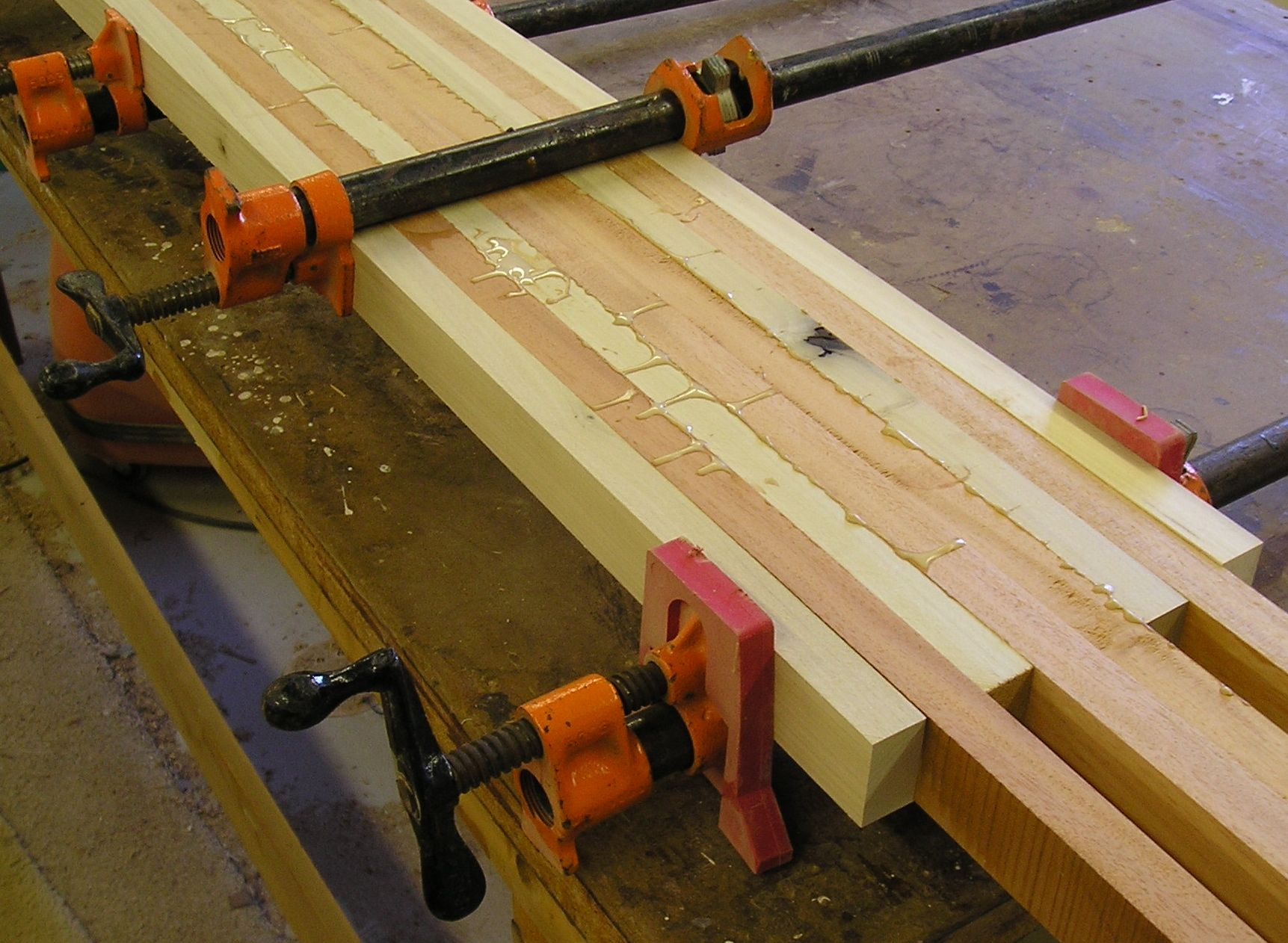
Склеивание ламелей в столярный щит

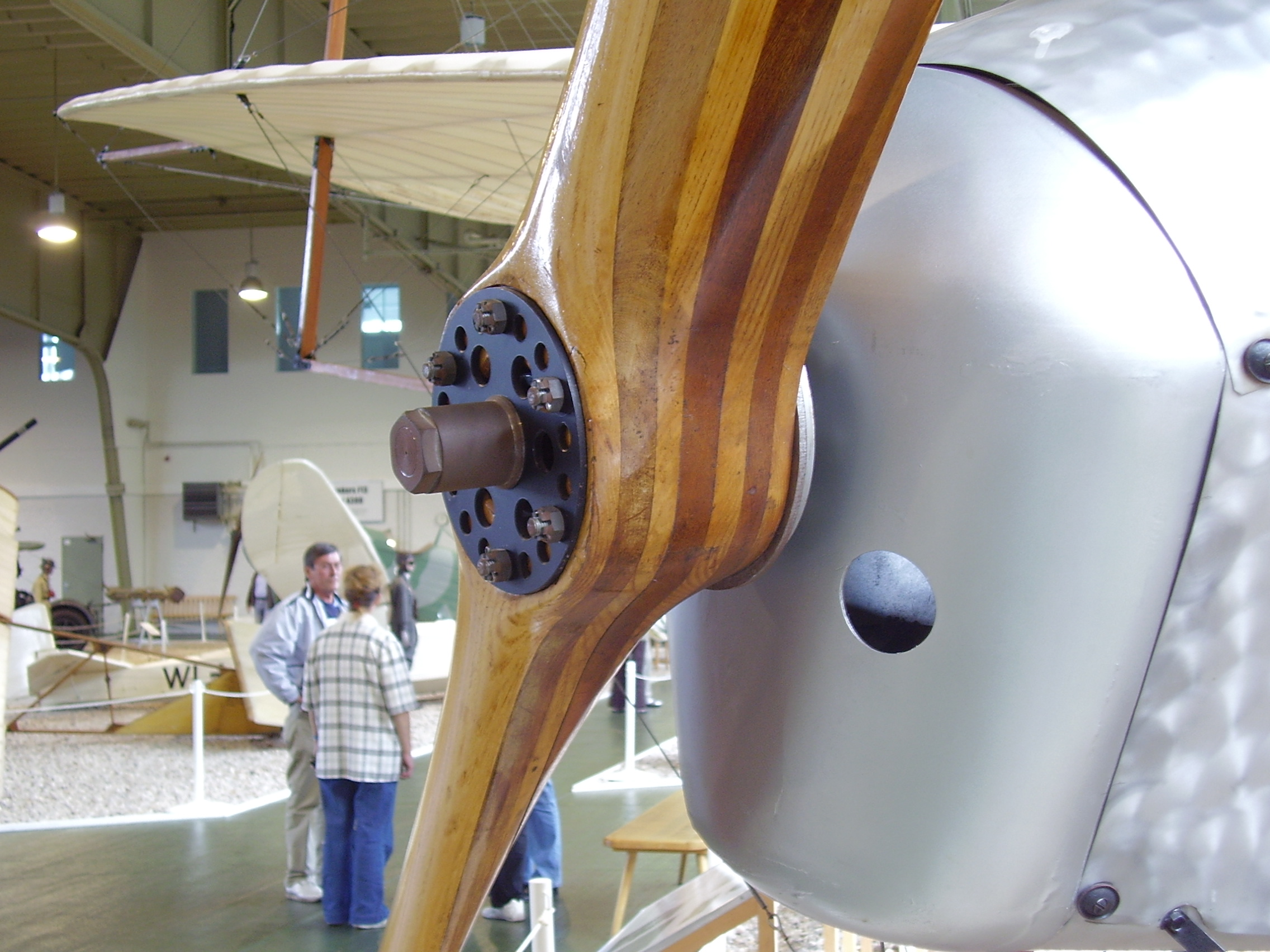
Винт самолёта из клеёной древесины

Клеёные древесные материалы существуют в течение нескольких веков. Их появление обусловлено прежде всего тем, что имеющийся натуральный материал (дерево) зачастую не мог быть получен в нужном количестве и необходимом качестве. По мере возрастания потребностей использования дерева для изготовления крупногабаритных изделий, в полный рост возникал вопрос получения массива высококачественного древесного сырья. Наиболее простым способом решить данный вопрос оказалось склеивание деревянных фрагментов в монолитный клеёный массив и использование этого материала в качестве мебельного щита, бруска или бруса. С появлением эффективных технологий лущения, измельчения древесины и технологий прессования, появились всевозможные производства большого количества разнообразных плит (фанера, ДСП, ДВП, МДФ). Мебельный щит нашёл своё применение в строительстве в качестве клеёного столярного щита. Кроме того, в качестве фрагментов при изготовлении мебельного щита стали использоваться не только цельные ламели, но и сращённые ламели, в частности, с использованием микрошипа.
Уникальные физико-технические характеристики и технологии клеёной древесины использованы для изготовления деревянных винтов самолётов, вертолётов, ветровых генераторов.
Материалы натурального дерева: фанера, клеёный брус, клеёный брусок, мебельный щит, столярный щит, сращённый погонаж.
Материалы, полученные путём предварительного измельчения древесины и последующего прессования: ДСП, ДВП, МДФ

## Клеёные столярный и мебельный щиты и прямые брусы

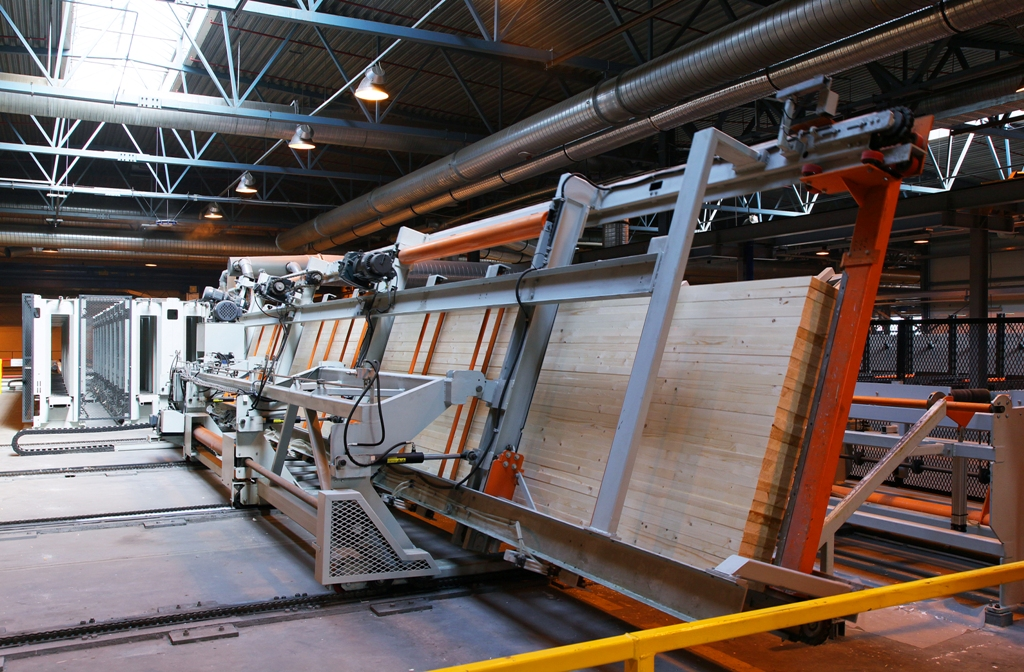
Склеивание бруса в гидравлическом прессе

Столярный и мебельный щиты—материалы, не имеющие принципиального отличия И тот и другой получают путём склеивания ламелей в щит. Мебельный щит—это столярный щит, который эстетичен, и может использоваться в качестве какого-либо элемента мебели. В то время, как качество внешнего вида для столярного щита не имеет значения, качество поверхности мебельного щита определяется качеством поверхностей ламелей и качеством склеивания ламелей и их фрагментов как в длину, так и между собою по длине. Качество поверхностей ламелей, в том числе, определяется способом распила доски при раскрое. Щит, полученный склеиванием ламелей тангенциального распила на пласть, называют тангенциальным. Если на пласти щита расположены поверхности ламелей, полученные в результате радиального распила, щит называют радиальным.

## Гнутые клеёные материалы и изделия

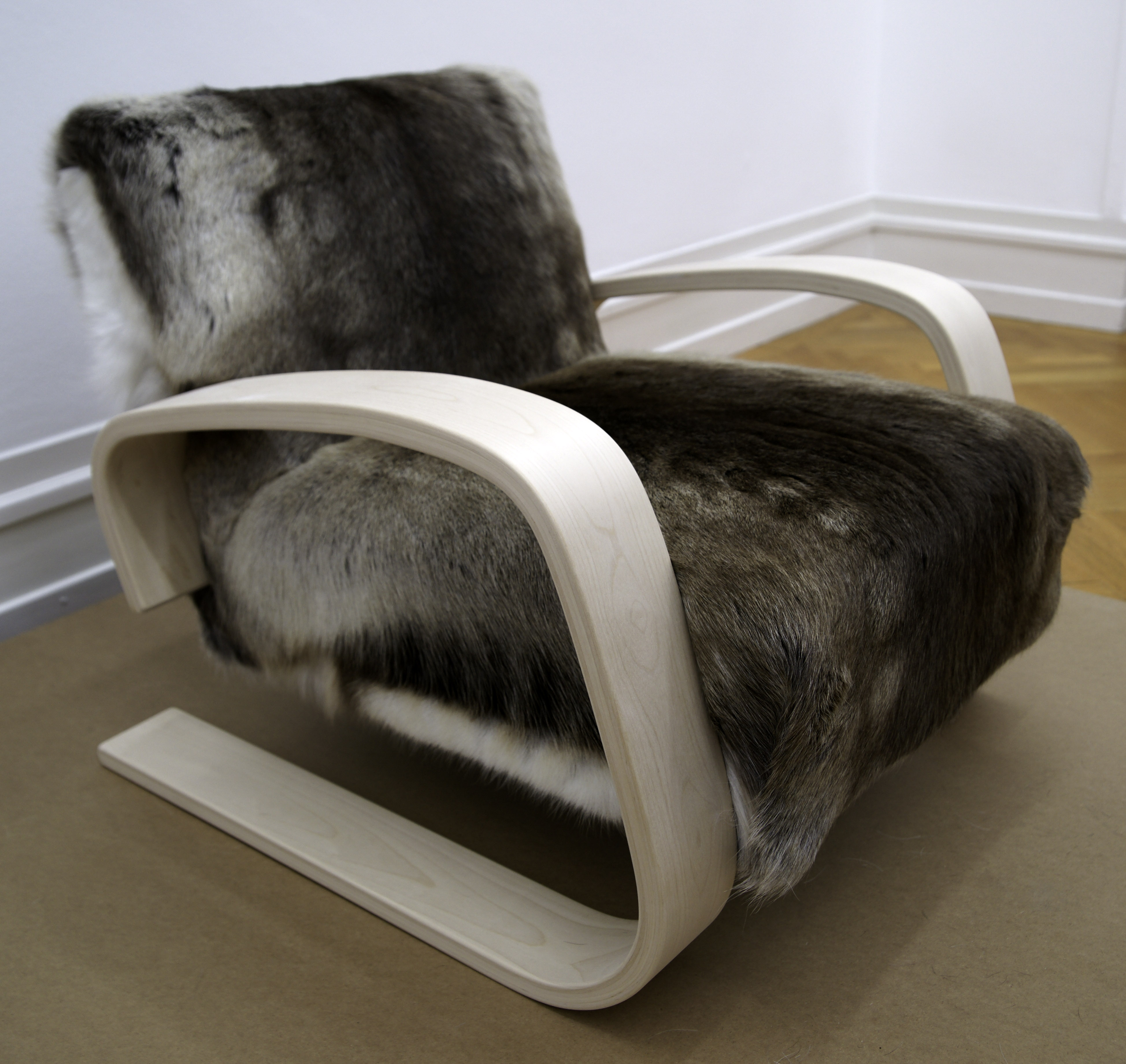
Кресло из гнутой фанеры

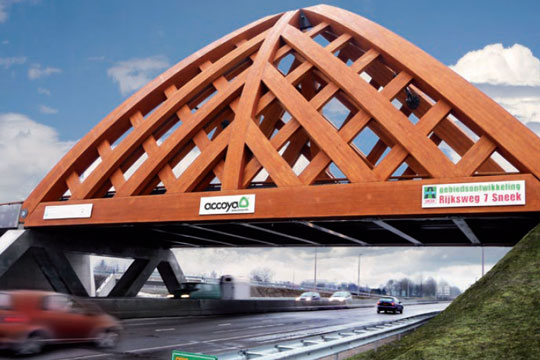
Мост из клеёного бруса

Технология послойного склеивания древесных слоёв нашла применение при создании элементов мебели сложных форм. К примеру, изготавливают гнутые ножки столов и стульев, спинки стульев и кресел. Послойное склеивание ламелей используют для получения клеёного бруса сложной формы. Это позволяет добиваться как оптимальных прочностных характеристик бруса, так и особых форм, служащих для создания всевозможных решений дизайна.
В РФ обязательной сертификации зданий и конструкций из клееного бруса не требуется. Предприятия РФ, использующие клеёный брус в строительстве в качестве несущих конструкций, могут получить сертификаты, выдаваемые по международным стандартам:
- Сертификаты MPA (Otto-Graf-Institut, Stuttgart, Germany) по стандарту Европейского комитета по стандартизации EN 14080:2005[1];
- Сертификат по стандарту министерства сельского и лесного хозяйства, рыбной ловли и продовольствия Японии (MAFF) — JAS.

## Клеи
Сертификация эмиссии формальдегида осуществляется в соответствии с  ГОСТ 30255-95 и ЕN 717-1 при определении эмиссии камерным методом.